# Yabasic
Yabasic (Yet Another Basic) is een vrije BASIC-interpreter voor Windows en Unix. Yabasic wordt ontwikkeld door Marc-Oliver Ihm en is relatief klein (250kb).
Yabasic lijkt heel erg op andere vormen van BASIC, Yabasic ondersteund naast standaard BASIC features ook gestructureerd programmeren. Via de GTK toolkit kan ook een grafische gebruikersomgeving gemaakt worden. De syntaxis van Yabasic is heel inschikkelijk, zo zijn bijvoorbeeld "color" en "colour" geldig varianten van hetzelfde commando.
Yabasic code kan niet worden gecompileerd en je hebt dus altijd de interpreter nodig om Yabasic programma's te kunnen gebruiken. Dit is echter geen groot probleem aangezien het mogelijk is om je Yabasic programma te verbinden met de interpreter. Omdat de interpreter altijd aanwezig is heeft Yabasic de mogelijkheid om een string met Yabasic code te "compileren" terwijl het programma wordt uitgevoerd.
Voor de PlayStation 2 is om belastingvoordelen een speciale versie van Yabasic gemaakt. Deze versie wordt gratis meegeleverd bij Europese en Australische consoles. Het wordt aangeraden om een extra USB toetsenbord te gebruiken voor de PlayStation versie omdat programmeren met een gamepad niet erg praktisch is. PlayStation Yabasic programma's kunnen op memory cards worden opgeslagen en zo worden geruild met vrienden.

## Yabasic-voorbeelden
Zo ziet het klassieke Hello World-programma eruit in Yabasic:
```
print "Hello World"
```

Het volgende programma berekent de priemgetallen:
```
print "Dit programma berekent de priemgetallen onder de limiet"
input "limiet: " limiet
n=2
do
  for i=2 to sqrt(n)
    if (frac(n/i)=0) then
      geenpriem=1
      break
    endif
  next i
  if geenpriem<>1 then
    print n
  endif
  geenpriem=0
  n=n+1
  if n>limiet break
loop
```